# ديفيد سانتياغو
ديفيد سانتياغو (بالإنجليزية: David Santiago)‏ هو سياسي أمريكي، ولد في 14 ديسمبر 1970 في الولايات المتحدة. حزبياً، نشط في الحزب الجمهوري. وقد انتخب عضو مجلس نواب فلوريدا.

## وصلات خارجية
- الموقع الرسمي